# Cheilosia burkei
Cheilosia burkei är en tvåvingeart som först beskrevs av Shannon 1922.  Cheilosia burkei ingår i släktet örtblomflugor, och familjen blomflugor. Inga underarter finns listade i Catalogue of Life.